# Saint-Pois
Saint-Pois – miejscowość i gmina we Francji, w regionie Normandia, w departamencie Manche.
Według danych na rok 1990 gminę zamieszkiwało 558 osób, a gęstość zaludnienia wynosiła 72 osoby/km² (wśród 1815 gmin Dolnej Normandii Saint-Pois plasuje się na 401. miejscu pod względem liczby ludności, natomiast pod względem powierzchni na miejscu 664.).